# اس‌اس هپلین
اس‌اس هپلین (به انگلیسی: SS Hopelyn) یک کشتی بود که طول آن ۲۸۵ فوت (۸۷ متر) بود. این کشتی در سال ۱۹۱۸ ساخته شد.